# Russia House
Russia House (ang. The Russia House) – powieść Johna le Carré, której akcja rozgrywa się w czasach pieriestrojki i dotyka problemu odprężenia w stosunkach między Wschodem a Zachodem. 
W 1990 roku Fred Schepisi nakręcił na jej podstawie film pod tytułem Wydział Rosja z Seanem Connery w roli Barleya Blaira i Michelle Pfeiffer w roli Katii.

## Treść
Brytyjskie służby specjalne postanawiają wykorzystać Barleya Blaira, właściciela niewielkiego wydawnictwa, do kontaktu z pewnym radzieckim uczonym występującym pod pseudonimem Goethe. Posiadane przez niego informacje mogą zburzyć równowagę sił między mocarstwami zachodnimi a ZSRR. Rosjanin, którego wysłanniczką jest niejaka Katia, stawia jednak bezwzględny warunek, by udostępnione treści zostały oficjalnie opublikowane przez Barleya. Podczas kolejnych spotkań Anglika z pośredniczącą w kontaktach Katią dochodzi do przekazania następnych zeszytów zawierających cenne dane. Tymczasem pomiędzy Barleyem a Katią mimowolnie dochodzi do powstania uczucia, które w dużym stopniu zaważy na ich losie i na rezultacie całej operacji.